# Bangkalan
Bangkalan é uma kabupaten (regência) em Província de Java Oriental, na Indonésia. A capital é Bangkalan. O município está localizado na ponta mais ocidental da ilha de Madura, na fronteira com o Mar de Java no norte, Sampang no leste, e o Estreito de Madura no sul e oeste.
O Porto Kamal é a porta Madura de Java, onde há um serviço de balsa que liga Madura à Surabaia (Port Edge). Foi construída a ponte Suramadu (de Surabaia à Madura), que atualmente é o maior e mais longa ponte na Indonésia. Bangkalan é um dos pólos de desenvolvimento da área de Surabaia,https://klinikabdi.com/ e incluída no âmbito da Gerbangkertosusila.